# Cube (gra komputerowa)
Cube – gra komputerowa z gatunku FPS, z silnikiem (udostępnianym jako open-source), mającym w założeniach jak najmniej obciążać komputer, a w szczególności zajmować niewiele miejsca na dysku twardym. W grę wbudowany jest łatwy w obsłudze edytor map (z opcją edycji przez kilku graczy jednocześnie poprzez sieć), głównie przeznaczony do tworzenia pomieszczeń.
Aktualnie silnik Cube obsługuje 12 trybów gry wieloosobowej i 2 jednoosobowej (deathmatch/misje), z opcją zapisywania stanu gry i nagrywania przebiegu rozgrywki. Wszystkie opcje konfiguracyjne, z wyjątkiem rozdzielczości, mogą być zmieniane za pomocą komend konsoli, a także zapisywane w postaci skryptów, uruchamianych przy starcie gry lub mapy. W Cube dostępnych jest 6 podstawowych typów broni.